# Podgórzyn (Korsze)
Podgórzyn (deutsch Friedrichsthal) ist ein kleiner Ort in der polnischen Woiwodschaft Ermland-Masuren und gehört zur Stadt- und Landgemeinde Korsze (Korschen) im Powiat Kętrzyński (Kreis Rastenburg).

## Geographische Lage
Podgórzyn liegt am Westufer der Guber, elf Kilometer nordwestlich der Powiat-Hauptstadt Kętrzyn (Rastenburg) und sieben Kilometer südöstlich der Stadt Korsze (Korschen).

## Geschichte
Das bis 1945 Friedrichsthal genannte kleine Dorf wurde am 23. Januar 1854 gegründet. Im „Amtsblatt der königlich preußischen Regierung zu Königsberg 1854, No. 5, Verordnung No. 26“ heißt es: Dem auf der Feldmark der Dorfschaft Godocken, Kreises Rastenburg, neu errichteteh Etablissement ist der Name Friedrichsthal beigelegt worden, ohne daß in den bisherigen Kommunal-, polizeilichen und sonstigen Verhältnissen hierdurch etwas geändert wird. Der Ort, bestehend im Grunde nur aus einem großen Hof, gehörte als Wohnplatz zur Muttergemeinde Godocken (heute polnisch Gudziki). Damit war es von 1874 bis 1945 in den Amtsbezirk Lamgarben (Garbno) im Landkreis Rastenburg im Regierungsbezirk Königsberg der preußischen Provinz Ostpreußen eingegliedert. Im Jahre 1905 zählte Friedrichsthal 18 Einwohner.
Seit 1945 gehört Friedrichsthal mit der polnischen Namensform „Podgórzyn“ zur Woiwodschaft Ermland-Masuren (1975 bis 1998 Woiwodschaft Olsztyn) in Polen. Der Ort ist heute in die Stadt- und Landgemeinde Korsze (Korschen) im Powiat Kętrzyński (Kreis Rastenburg) eingegliedert.

## Kirche
Bis 1945 lebte in Friedrichsthal eine überwiegend evangelische Bevölkerung. Sie war in das Kirchspiel der Kirche Lamgarben (heute polnisch: Garbno) im Kirchenkreis Rastenburg (Kętrzyn) in der Kirchenprovinz Ostpreußen der Kirche der Altpreußischen Union sowie in die katholische Kirche Korschen im Bistum Ermland eingepfarrt.
Heute ist die Einwohnerschaft Pogórzyns fast ausnahmslos katholisch und die vorher evangelische Kirche in Garbno ist jetzt katholische Pfarrkirche. Sie gehört zum Dekanat Kętrzyn I (Südwest) im Erzbistum Ermland innerhalb der polnischen katholischen Kirche. Hier lebende evangelische Kirchenglieder sind jetzt in die Pfarrei Kętrzyn in der Diözese Masuren der Evangelisch-Augsburgischen Kirche in Polen eingegliedert.

## Verkehr
Podgórzyn ist über eine Nebenstraße erreichbar, die Tołkiny (Tolksdorf) an der Woiwodschaftsstraße 592 (frühere deutsche Reichsstraße 135) mit Gudziki (Godocken) verbindet und weiter bis nach Warnikajmy (Warnikeim) führt.
Über die Station Korsze besteht Anschluss an die Bahnstrecken nach Ełk–Białystok bzw. nach Olsztyn–Toruń–Posen.